# Haltestelle Wien Lobau
Die Haltestelle Wien Lobau im 22. Gemeindebezirk, Donaustadt, war eine Zwischenhaltestelle an der Laaer Ostbahn.

## Geschichte
1995 musste aufgrund der Errichtung des Kraftwerks Freudenau die Stadlauer Ostbahnbrücke, auf jener sich die Haltestelle Lobau befand, um 4,5 Meter angehoben werden, um die Aufrechterhaltung des Schiffsverkehrs zu gewährleisten. Jedoch wurde die S-Bahn-Haltestelle vorerst nicht auf die neue Brückenhöhe angeglichen und somit temporär aufgelassen. Außerdem existierten Pläne, die Haltestellen Lobau und Stadlau dauerhaft aufzulassen und eine Haltestelle Mühlwasser auf Höhe der Mühlwasserstraße zu errichten. Später, am 30. August 1996, wurde der Betrieb jedoch – nach vehementer Kritik durch eine Bürgerinitiative und Erhöhung der Haltestelle – wiederaufgenommen.

## Einzugsgebiet und Fahrgastfrequenz
Das fußläufige Einzugsgebiet der Haltestelle umfasste primär die Siedlungsgebiete Maschanzkagrund und Schierlinggrund. Zusätzlich vergrößerte die Autobuslinie 92B mittels einer Bushaltestelle nahe den Aufgängen zur Haltestelle das Einzugsgebiet jener.
Aufgrund der dünnen Besiedlung obengenannter Siedlungsgebiete belief sich die Fahrgastfrequenz auf nur 50 Reisende pro Tag.

## Auflassung und Bürgerinitiative
Nachdem die Auflassung der Haltestelle Lobau schon im Oktober 2010 – im Zuge der Eröffnung der Verkehrsstation Stadlau samt der U2-Verlängerung zur Aspernstraße – vorgesehen gewesen war, wurde der Betrieb mit dem europaweiten Fahrplanwechsel im Dezember 2014 eingestellt. Als Grund wird die benötigte, kostenintensive Verlegung genannt, welche notwendig gewesen wäre, um die Haltestelle barrierefrei zu gestalten. Das geschätzte Investitionsvolumen von 14 Millionen Euro hätte sich laut den Österreichischen Bundesbahnen aufgrund der niedrigen Fahrgastfrequenz nicht rentiert. Im April 2016 folgten die Abbrucharbeiten an der Haltestelle.
Der Wiener Gemeinderat, das Bezirksparlament der Donaustadt, Bezirksvorsteher Ernst Nevrivy und damalige Verkehrsstadträtin Maria Vassilakou appellierten samt der Bürgerinitiative S80 Lobau an die Österreichischen Bundesbahnen, diese Haltestelle weiterhin zu betreiben. Der Aspekt der daraus resultierenden Verschlechterung der Verkehrssituation in der Donaustadt solle in Betracht gezogen werden.

## Linien, die abWien Lobauverkehrten
| Linie | Verlauf (Letztstand vor Auflassung) | Taktfrequenz (Letztstand vor Auflassung) |
| ----- | --- | ---------------------------------------- |
| S80   | Wiener Neustadt Hauptbahnhof – Wiener Neustadt Civitas Nova – Obereggendorf – Untereggendorf – Ebenfurth – Pottendorf-Landegg – Wampersdorf – Weigelsdorf – Ebreichsdorf – Münchendorf – Achau – Hennersdorf – Wien Blumental – Wien Hauptbahnhof – Wien Simmering – Wien Haidestraße – Wien Praterkai – Wien Lobau – Wien Stadlau – Wien Erzherzog-Karl-Straße – Wien Hirschstetten | 60'                                      |
| R     | Wien Hauptbahnhof – Wien Simmering – Wien Lobau – Wien Stadlau – Wien Erzherzog-Karl-Straße – Wien Hirschstetten – Wien Hausfeldstraße – Raasdorf – Glinzendorf – Siebenbrunn-Leopoldsdorf – Untersiebenbrunn – Schönfeld-Lassee – Breitensee bei Marchegg – Marchegg | 60'                                      |
| 92B   | (Kaisermühlen – Vienna International Centre –) Donaustadtbrücke – Lobau – Ölhafen | 30'                                      |